# Сан Фермо дела Баталя
Сан Фѐрмо дела Бата̀ля (на италиански: San Fermo della Battaglia, до 1911 г. Vergosa, Вергоза) е градче и община в Северна Италия, провинция Комо, регион Ломбардия. Разположено е на 397 m надморска височина. Населението на общината е 7837 души (към 2017 г.).